# Enefiok Udo-Obong
Enefiok Udo-Obong (né le 22 mai 1982) est un athlète nigérian spécialiste du 200 mètres.

## Carrière
Sélectionné à l'âge de dix-huit ans pour disputer les Jeux olympiques de 2000 à Sydney, Enefiok Udo-Obong, dernier relayeur et parti quatrième, parvient à arracher dans les derniers mètres la deuxième place de la finale du relais 4 × 400 mètres. En 2 min 58 s 68, il remporte ainsi l'argent aux côtés de Clement Chukwu, Jude Monye et Sunday Bada. Mais, le 2 août 2008, le Comité international olympique décide de retirer la médaille d'or au relais des États-Unis à la suite des aveux de dopage d'Antonio Pettigrew, l'un de ses membres. Le Nigeria récupère en 2008 le titre vacant,.
En 2004, Enefiok Udo-Obong dispute le relais 4 × 400 m des Jeux olympiques d'Athènes et remporte la médaille de bronze en compagnie de ses compatriotes James Godday, Mura Audu et Saul Weigopwa. Le Nigeria établit le temps de 3 min 00 s 90 et se classe derrière les États-Unis et l'Australie.
Il remporte son premier titre national individuel en 2005 sur la distance de 200 mètres. L'année suivante, Enefiok Udo-Obong termine septième des Jeux du Commonwealth à Melbourne.

## Palmarès
| Date | Compétition          | Lieu      | Place | Épreuve   |
| ---- | -------------------- | --------- | ----- | --------- |
| 2000 | Jeux olympiques      | Sydney    | 1er   | 4 × 400 m |
| 2004 | Jeux olympiques      | Athènes   | 3e    | 4 × 400 m |
| 2006 | Jeux du Commonwealth | Melbourne | 7e    | 200 m     |